# ジャヤ・シンハヴァルマン
ジャヤ・シンハヴァルマン1世（サンスクリット語: जय सिंहवर्मन् १, ラテン文字転写: Jaya Siṃhavarman I, 生年不詳 - 903年）は、チャンパ王国（占城国）第6王朝の第2代国王（在位：898年 - 903年）。王号はシンハヴァルマデーヴァ・チャンパプラ・パラメーシュヴァラ（サンスクリット語: सिंहवर्मदेव चम्पापुर परमेश्वरव, ラテン文字転写: Siṃhavarmadeva Champapura Parameśvara）。

## 生涯
先王インドラヴァルマン2世の妃ハラデーヴィーの姉の夫のシュリー・ジャヤ・グヘーシュヴァラの子。インドラヴァルマン2世の死後に即位した。
先王が築いたインドラプラを都に定め、インドラヴァルマン2世と叔母ハラデーヴィーの像を建てて冥福を祈願した。妃トリブヴァーナデーヴィーの従甥にあたるポー・クルン・ピリー・ラージャドヴァーラをジャワのヤーヴァドヴィーパに遣使した。
ジャヤ・シンハヴァルマン1世の死後、バドラヴァルマン2世が王位を継承した。

## 参考資料
- George Cœdès (May 1, 1968). The Indianized States of South-East Asia. University of Hawaii Press. ISBN 978-0824803681
- Vincent Lefèvre (12 July 2011). Portraiture in Early India: Between Transience and Eternity. Brill. ISBN 978-9004207356
- R. C. Majumdar (1927). Ancient Indian colonies in the Far East. Vol. I, Champa. Punjab Sanskrit Book Depot
- Geetesh Sharma (2010). Traces of Indian Culture in Vietnam. Rajkamal Prakashan. ISBN 978-8190540148

| スタブアイコン | サブスタブ | この項目は、まだ閲覧者の調べものの参照としては役立たない、人物に関連した書きかけの項目です。この項目を加筆・訂正などしてくださる協力者を求めています（P:人物伝/PJ:人物伝）。 |